# Agroforestería

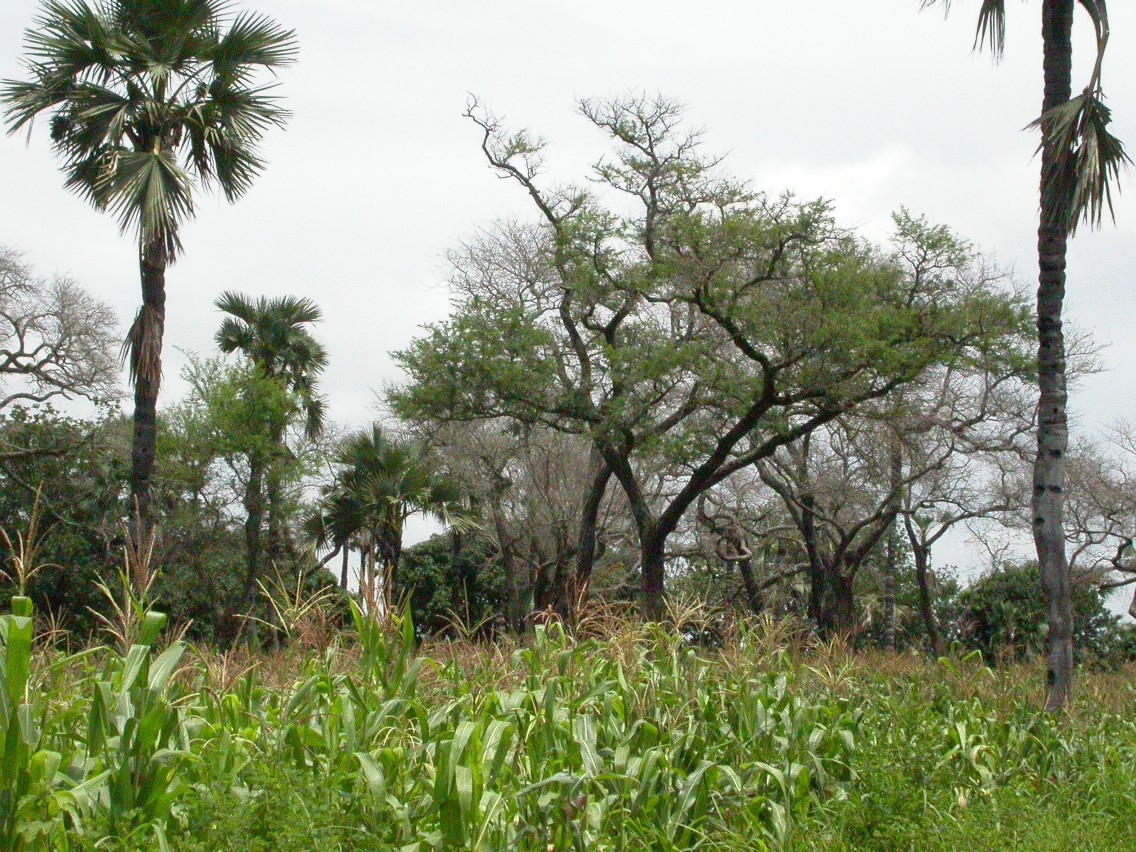
Cultivo de sorgo bajo Faidherbia albida y Borassus akeassii cerca de Banfora, Burkina Faso

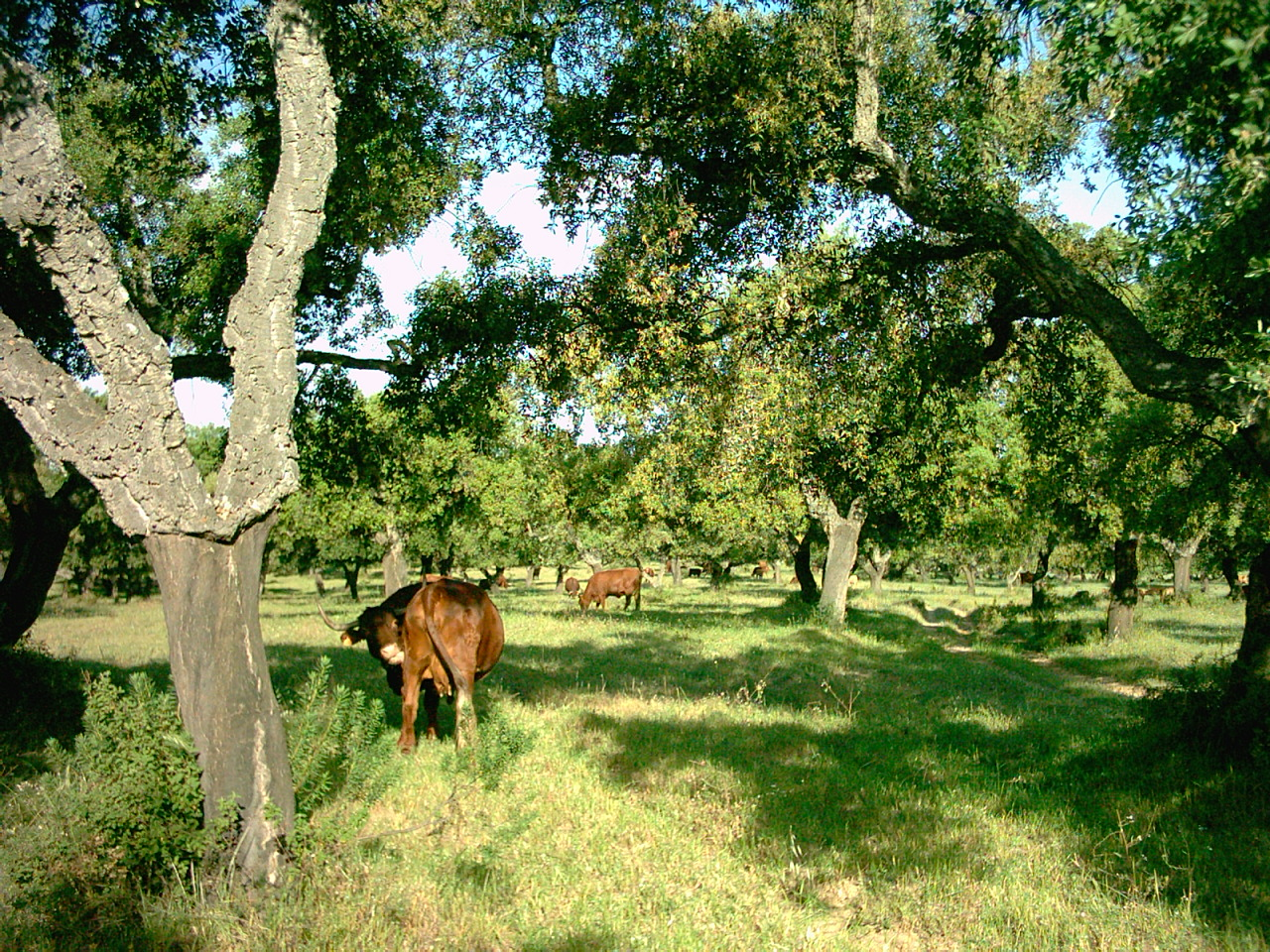
Imagen de una dehesa en Bollullos Par del Condado (Huelva).

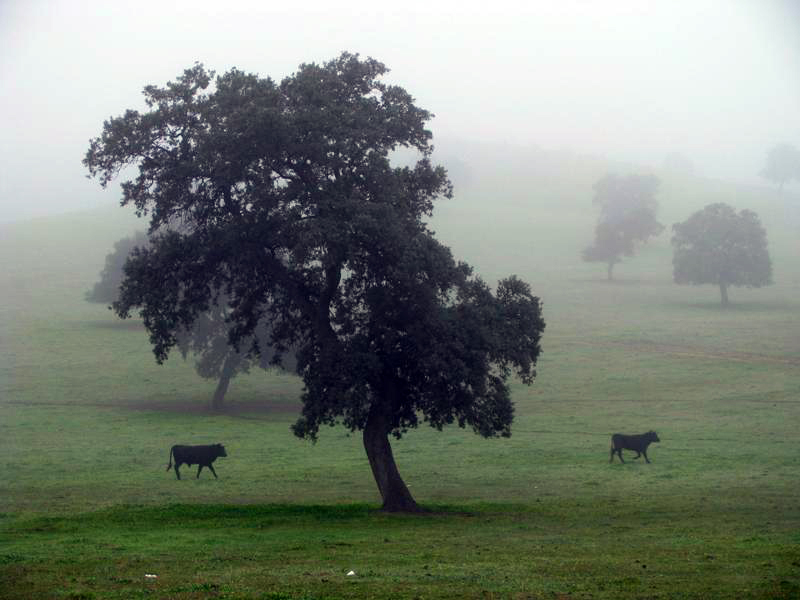
Dehesa con toros en las cercanías de Baños de la Encina (Jaén)

La agroforestería, agroforestación o agrosilvicultura es un sistema productivo que integra árboles, ganado y pastos en una misma unidad productiva. Este sistema está orientado a mejorar la productividad de las tierras y, al mismo tiempo, ser ecológicamente sustentable. Entre sus principales beneficios se pueden enumerar la protección física del suelo, los efectos sobre el microclima, el reciclaje de nutrientes y la diversificación de la producción.
La agroforestería combina la tecnología de la silvicultura y la agricultura, lo que permite un uso de la tierra más diverso, integrado, productivo, provechoso, saludable y sostenible. El sistema puede ser integrado en forma espacial o en secuencia temporal. Las dehesas ibéricas (montados, en portugués) son un ejemplo milenario todavía existente de este tipo de explotación.

## Definiciones clave

### Tradición y preexistencia de la agroforestería
Los sistemas agroforestales existen prácticamente desde el inicio de la agricultura. Hay vestigios de ello en la mayor parte de las culturas antiguas, en las que se integraban varios componentes productivos y se gestionaban de modo complejo, lo que con algunas modificaciones sigue sucediendo en la actualidad; llamemos a esta actitud humana hacia la producción tradición agroforestal, más claro: sistemas tradicionales con cualidades agroforestales.

### Agroforestería, consideraciones para definirla
A pesar de la densa discusión sobre esto durante los años 70 y 80, hay consenso en que una definición de la agroforestería debe incluir los siguientes acápites:
| Como ciencia                                                                                   | Como opción social                                                      | Como práctica productiva                                                                                  |
| ---------------------------------------------------------------------------------------------- | ----------------------------------------------------------------------- | --- |
| Es interdisciplinaria e integradora, conjunta varias perspectivas                              | Debe ser compatible con los hábitos de la población local               | Debe ser deliberada                                                                                       |
| Requiere de un entendimiento de las relaciones biofísicas y socioeconómicas que se dan en ella | No es una alternativa en sí, su optimización circunstancial la hace tal | Debe estar presente al menos una especie leñosa                                                           |
|                                                                                                |                                                                         | Gestiona en un mismo espacio de tierra, cultivos (herbáceos o arbustivos o arbóreos), o animales          |
|                                                                                                |                                                                         | Intenta optimizar el aprovechamiento de los recursos disponibles en una primera instancia y en su ciclaje |
|                                                                                                |                                                                         | Soportan un arreglo espacial o temporal                                                                   |
|                                                                                                |                                                                         | Objetiva la maximización del rendimiento en el largo plazo                                                |
|                                                                                                |                                                                         | Ofrece múltiples salidas                                                                                  |

Son consideraciones que debe tener en cuenta:
- Intención. Se hace porque se quiere hacer.
- Interacción. Los componentes deben interactuar entre sí.
- Múltiples salidas. Debe ofertar más de un producto o servicio.
- Tiempo, debe exceder el año de gestión.[2][3][4][5]

Concluyamos que es posible expresarse simplemente: 

[…] es el arte y la ciencia de cultivar árboles en combinación interactiva con cultivos o animales en la misma unidad de tierra con propósitos múltiples.

Y una «versión oficial»:

[…] es un sistema dinámico, basado ecológicamente en el manejo de los recursos naturales que, a través de la integración de árboles en tierras agrícolas y de pastizales, diversifica y sostiene la producción para aumentar los beneficios ambientales, económicos y sociales de los usuarios de la tierra en todos los niveles.

### Árbol —leñosa— de uso múltiple (AUM)
Es el concepto clave en agroforestería, agroforestería no existe sin los árboles de uso múltiple. Su definición más aceptada es:

…toda planta leñosa cultivada deliberadamente, capaz de aportar con más de una función o servicio en un sistema de uso de la tierra.

Las premisas para nominar a una especie como tal son:
(a) Toda leñosa perenne es un AUM circunstancialmente
(b) No toda leñosa perenne puede ser un AUM para todo SUT (SAF) y
(c) Las funciones de un AUM dependen de las demandas del SUT (SAF).
Esquemáticamente, las funciones de los AUM son: frutales, forraje, madera y leña; siendo las más importantes la leña y el forraje. Otros productos (o subproductos) son: fibra, medicina, aceites, resinas, gomas, etc., y algunas funciones contemporáneas: biorremediación, captura de carbono, desecación, provisión de agua, preservación de la biodiversidad, fijación de nitrógeno, etc.

### Práctica, sistema, tecnología y técnica agroforestales
Se llama práctica agroforestal (PAF) a la generalización de un arreglo físico y su gestión.
Por ejemplo: el cultivo en callejones, que privilegia unas salidas sobre otras, como podas, y promueve ciertas funciones sobre otras (el aporte de biomasa). Se han estandarizado sus características y su número (véase el capítulo IV).
Un sistema agroforestal (SAF) es la particularización de una práctica en función de las circunstancias locales donde se realiza: especies predominantes, características de su gestión, situación socioeconómica, etc.
El número de prácticas agroforestales está definido el de sistemas es simplemente ilimitado.
Las tecnologías agroforestales se refieren a innovaciones sobre bases académico-científicas que optimizan la gestión de un sistema de uso de la tierra genéricamente o agroforestal específicamente (por ejemplo: podas de leguminosas, incorporación en la superficie del suelo y fertilización fosfatada).
Una técnica agroforestal es la aplicación concreta de una tecnología y su vulgarización (por ejemplo: poda).

### El paradigma de la agroforestería
La agroforestería involucra una reconceptualización de las prácticas productivas, una “nueva-vieja” manera de gestionar los sistemas de producción, que en lugar de maximizar una salida única y privilegiar un estilo de producción homogéneo, deberá subrayar la sostenibilidad ambiental, vigorizar la rentabilidad económica, promover la diversidad productiva, fortalecer la equidad social, y defender la diversidad cultural de los sistemas actualmente existentes y en el diseño, evaluación, transferencia y validación de los que se introduzcan.

## Antecedentes históricos

### Crisis socioambiental
En la década de los 70, las crisis social y ambiental se hicieron evidentes por sus consecuencias masivas; particularmente resulta de interés la deforestación tropical, para 1991 el Banco Mundial estimó en 12 millones las hectáreas que se perdían cada año, y sus efectos en la disminución de la capacidad productiva de los suelos y pérdida de la biodiversidad. Responsables de esta devastación, son las costumbres de habitabilidad, el desmonte (incentivado por la agricultura migratoria principalmente, a la que se orienta alrededor de la cuarta parte de las tierras aprovechables de África y Asia) y la producción animal (en la actualidad, más de la mitad de los espacios destinados a la producción de gramíneas se destinan a la producción de alimento para ganado).
En Los límites del crecimiento, se argumentó científicamente sobre las tendencias implosivas de los patrones de crecimiento y el virtual colapso de las sociedades en el largo plazo, inclusive fijaron fechas límite, mediados del siglo XXI.
Nuestro futuro común o Informe Bruntland, reafirmó esta trayectoria y sugirió una serie de acciones para atenuarla, tal vez su mayor mérito resida en la socialización de la idea en casi todos los foros económicos, sociales y ambientales del planeta. Se acuñó entonces el término de desarrollo sostenible para agrupar este tipo de medidas, que contravenía la común tendencia de enfocar la atención de las necesidades presentes, a cambio atendía la de las futuras, la conservación de los recursos intergeneracionales y el mantenimiento del equilibrio entre intereses locales, nacionales y globales.

### Del Banco Mundial a la FAO
Tras la revolución verde, se prestó atención al hecho de que algunos de los beneficios humanos que esta debía alcanzar no se lograron, su alcance no fue democrático y los grupos marginados lo seguían estando. El entonces presidente del Banco Mundial, Robert McNamara y su equipo, propusieron el rediseño de las políticas para apoyar programas nacionales que soporten el desarrollo agrícola; inclusive emitieron una ordenanza sobre los préstamos en temas forestales, a que atendieran no sólo la producción de madera, sino la de alimentos y el cuidado del ambiente.
Al mismo tiempo, la Organización de las Naciones Unidas para la Agricultura y Alimentación (FAO, siglas en inglés) evaluó críticamente sus avances, cuestionando sus logros y actividades en el desarrollo rural, particularmente el de la evolución de la silvicultura, que había definido un perfil marcadamente industrial y con limitado o ningún alcance social.
Al mismo tiempo los trabajos pioneros de K. King, subrayaban las capacidades de los árboles para satisfacer las necesidades alimentarias y la producción agrícola, recomendando una fusión de las disciplinas agricultura y silvicultura. En estas circunstancias surgieron algunas variantes de gestión tecnológica: la silvicultura social, silvicultura comunitaria, etc., que de varios modos promovían un paradigma distinto de aprovechamiento del bosque y sus beneficios.

### La participación de los centros CGIAR
El Grupo Consultivo de Investigación agrícola Internacional (CGIAR, siglas en inglés) como dependencia de la FAO para la investigación agrícola, asumió como estrategia la creación de los Centros Internacionales de Investigación Agrícola (IARC’s, siglas en inglés), que bajo la sombra de la revolución verde, que promovía la maximización de rendimientos a través del uso de tecnovariedades de alta respuesta a insumos, mecanización y agua, debía seleccionar las mejores colectas de los cultivos clave, basándose en sus centros de origen y diversificación, como en los casos de maíz, trigo, arroz y papa fundamentalmente. Antagónicamente a esta tendencia de homogeneización y masificación, emergieron los intercultivos, cultivos mixtos, cultivos asociados, cultivos múltiples, etc., con sus varios beneficios productivos y energéticos: mayor productividad global, óptimo uso de agua, suelo y luz, prevención y control de plagas, enfermedades, etc.
En esta coyuntura el Instituto Internacional para la Agricultura Tropical (IITA, siglas en inglés) con sede Nigeria, inició un prolongado estudio de las asociaciones de árboles y arbustos con cultivos anuales., generando el concepto de «agricultura en callejones» como alternativa a los sistemas de agricultura migratoria; más adelante, este concepto se amplió al de «pastoreo en callejones» por el Instituto Ganadero para África (ILCA, siglas en inglés), dadas sus virtudes en el mejoramiento de la fertilidad del suelo, prevención de la erosión, provisión de leña, etc.
Así el Centro de Investigación para el Desarrollo Internacional (IDRC, siglas en inglés), institución de cooperación internacional canadiense, comisionó en 1975 a John Bene para identificar prioridades y potencialidades en la silvicultura tropical, este sugirió una mixtura entre agricultura y silvicultura, y ganadería y silvicultura como opción masiva, recomendando prestar atención a:
- El gran potencial de los árboles,
- Retornar a la sabiduría de los usuarios actuales de la tierra, y
- La necesidad de prestar atención científica a ella.[18]

En concreto: un cambio de paradigma productivo. Sugirió Bene como una estrategia para lograrlo, la creación de un consejo de investigación, que genere y gestione un programa que objetive el mejoramiento del uso de la tierra en los trópicos, el que debía financiarse internacionalmente.

### A la fecha, el Centro Mundial en Agroforestería (ICRAF)
Así el ICRAF (Consejo Internacional para la Investigación en Agroforestería, siglas en inglés) se funda en 1977, con el mandato de planear, coordinar y apoyar la investigación en sistemas de uso de la tierra, que combinen la participación de la agricultura y silvicultura. El cuartel general se estableció en Nairobi, Kenia. En 1991 bajo la gestión de B. Lundgren, el consejo se convirtió en Centro Internacional, es decir pasó a ser parte del CGIAR. Ampliando su mandato al liderazgo en recopilación de información, conjunción de la investigación, diseminación de resultados, experimentación, etc.
Más recientemente, en el 2002 durante la gestión de Pablo Sánchez, el Centro Internacional se convirtió en Centro Mundial de Agroforestería (World Agroforestry Centre; Transforming Lives and Lanscapes), pero mantuvo el acrónimo ICRAF, acorde a las tendencias contemporáneas de gestión administrativa que han hecho que los IARC’s exploren sus propias fuentes de financiamiento. Actualmente es liderada por Dennis Garrity.

## Clasificación de los sistemas agroforestales

### Antecedentes y criterios
Sistematizar los sistemas de uso de la tierra adaptados a criterios agroforestales y sus variantes ambientales y geográficas, obedece a una demanda técnica: caracterización y mejoramiento. Varios intentos y pautas se tomaron con tal propósito, sin alcanzar consenso ni universalidad. En este marco, el ICRAF emprendió la realización de un inventario global entre 1982 y 1987, cuya compilación dio lugar a un esquema de clasificación englobante y válido a la fecha. Los criterios de clasificación son muchos y varían de acuerdo a la perspectiva a través de la cual se aprecie los sistemas, pueden así emplearse los criterios de estructura, función y socioeconomía, o mejor aún, considerar todas estas como un «marco de clasificación» secuencial y lógico.
De acuerdo a la participación de los tres componentes principales: silvícola (imprescindible), agrícola y pastoril, es que se dan las combinaciones mostradas. Está claro que cada uno de estos grupos definidos considera un gran número de variantes.

### Disposición espacial y arreglo temporal
La disposición espacial y el arreglo temporal, son desde la perspectiva biofísica, las cualidades más relevantes de clasificación de las prácticas agroforestales. Caracterizados los componentes: leñoso, herbáceo y animal, los arreglos que en ellos se realicen considerarán criterios de ordenamiento territorial y gestión durante su permanencia.
En lo primero, para definir su organización espacial vertical se tiene: mono-estrato (un nivel único y uniforme de todos los componentes, como en los setos vivos) y multiestrato (varios niveles de gestión, como en los huertos caseros); para su organización horizontal: mixto (dos o más especies compartiendo un espacio común sin arreglo ninguno, como en los árboles en tierras de cultivo) y zonal (cada especie ha definido una característica de establecimiento, como en el cultivo en callejones o parches forestales); adjetivados con términos que los individualicen (presencia temporal, densidad, etc.), como: simultáneo, secuencial, rotacional, denso, disperso, etc. [Young, 1989; Torquebiau, 1993; Krishnamurthy y Ávila, 1999]. De acuerdo a la presencia de componentes y su participación en el tiempo, los ordenamientos posibles han sido sistematizados y ejemplificados

### Importancia
La agroforestería es un método del uso de tierras que permite a los árboles crecer en áreas de ganado y cultivos. En un sentido, para conservar la biodiversidad. La actividad humana y específicamente la destrucción de hábitats han incrementado fuertemente el nivel de perdida en la biodiversidad. Es sumamente importante el mantener un funcionamiento propio de los ecosistemas y sociedades. Es la diversidad de vida la que hace extraordinario a este planeta. Aceite, carbón, cemento y piedras calizas son todas ellas partes de la biodiversidad de la que depende nuestra economía. La mayoría de las medicinas y de los cultivos agropecuarios vienen del ambiente. También es importante para proveer servicios de ecosistemas, así como para polinización y el control de pestes.
Importancia para la conservación de los suelos
La agroforestería es considerada como un modelo de producción sustentable que permite conservar el suelo, ya que al combinar más de dos especies en su modelo productivo, según su intencionalidad, simula condiciones de bosque, proporcionando materia orgánica que ayuda a mejorar la conservación y la salud del suelo, la retención de agua y evitan la escorrentía, a través de coberturas de protección que disminuye las tasas de erosión.
La agroforestería tiene gran capacidad para aumentar la diversidad de pequeños y grandes agregados faunísticos, ya que proporcionan condiciones idóneas que incrementan la actividad faunística del suelo. La macro y micro fauna del suelo son precursores de la fertilidad y sanidad de los suelos, pero requieren de ciertas condiciones químicas y alimento para su funcionamiento. La agroforestería aportan en forma de biomasa alimento para la fauna edáfica, y consecuentemente, nutrientes para las plantas, lo que mejora la dinámica microbiana del suelo.
En un estudio analítico realizado en sistemas agroforestales, se encontró que bajo estos sistemas agroforestales, el carbono orgánico del suelo aumenta al igual que la disponibilidad de Nitrógeno y Fósforo inorgánico y el pH del suelo. El pH del suelo, como condición química clave para la actividad microbiana, la movilidad, disponibilidad y solubilidad de nutrientes, en los trópicos normalmente es ácido, lo que hace que la agroforestería sean un modelo productivo muy viable para mejorar está condición.

### Cultivos por tiras o cercas vivas
Como ya saben, los árboles se plantan en áreas granjeras. Cultivos por tiras es una estrategia usada por granjeros para combatir la erosión del suelo. En este método, se plantan muchos cultivos juntos en tiras surcos o pasillos entre árboles y arbustos. Este diseño provee sombra (reduciendo la pérdida de agua por evaporación), asegura la retención de la humedad del suelo, y también puede producir fruta, leña, forraje, o pasto seco que sirve de adorno en jardines.